# Chapet
Chapet là một xã thuộc tỉnh Yvelines, trong vùng Île-de-France, Pháp, khoảng 16 km về phía đông của Mantes-la-Jolie.
Người dân địa phương trong tiếng Pháp gọi là Chapetois.
Các xã giáp ranh: Verneuil-sur-Seine về phía đông bắc, Vernouillet về phía đông, Morainvilliers về phía đông nam, Ecquevilly về phía tây nam và Mureaux về phía tây bắc 